# 10 lire
La moneta italiana da 10 lire è apparsa per la prima volta come moneta del Regno nel 1861.

## Regno d'Italia

### Vittorio Emanuele II
La moneta di Re Vittorio Emanuele II al diritto presentava la testa nuda del re volta a sinistra, intorno "VITTORIO EMANUELE II" ed in basso la data. Sotto al collo "Speranza", l'autore: Filippo Speranza. 
Al rovescio c'era lo stemma sabaudo coronato e con il collare dell'Annunziata e intorno rami di lauro e di quercia. Il valore era posto sotto lo scudo dello stemma. In basso il segno di zecca a sinistra ed il monogramma della Banca d'Italia a destra.

Queste monete furono coniate solamente a Torino dal 1861 al 1865.

Il titolo è di oro 900/1000, i diametri sono variabili da 18 mm a 19,5 mm ed il contorno è rigato.

Le monete, dato il loro diametro non conforme alla legge italiana ed alla Convenzione Monetaria Latina che lo fissava a 19 mm, a partire dal 1865 vennero ritirate dalla circolazione.
- Negli esemplari coniati nel 1861 la testa al diritto è più piccola rispetto agli altri tipi.
- Gli esemplari datati 1863 presentano diametri intermedi oltre a quelli citati. Il diametro per questa annata fu in definitiva fissato a 18,5 mm.

### Umberto I
Non vi sono monete da 10 lire nella coniazione a nome di Umberto I.

### Vittorio Emanuele III
Esistono diverse monete coniate a nome di Vittorio Emanuele III con il valore di 10 lire:
- "Aratrice" (1910 - 1912) (Au)

diritto: il semibusto in uniforme e testa nuda del re volto a sinistra, intorno "VITTORIO EMANUELE III" ed in basso a sinistra un nodo di Savoia in un rettangolo.
rovescio: un'allegoria rappresentante l'Italia agricola, recante un fascio di spighe nella sinistra mentre con la destra regge l'aratro. Ai lati, il valore, in alto "REGNO D'ITALIA"; nel basso a sinistra il nome dell'autore del modello E.BONINSEGNA M. e a destra quello dell'incisore L.GIORGI INC. Nell'esergo la data tra il segno di zecca e la stella d'Italia. Queste monete furono coniate a Roma dal 1910 al 1912 con coniazione successiva per i numismatici del 1926 e 1927.
Il titolo è di oro 900/1000, il diametro è di 19,5 mm, il peso è di 3,22 g ed il contorno è rigato.
- "Biga" (1926 - 1930) (Ag)

diritto: la testa nuda del re volta a sinistra, intorno "VITT.EM.III - RE.D'ITALIA".
rovescio: L'Italia recante il fascio nel braccio sinistro, su una biga, volta verso sinistra. Sotto i cavalli della biga il nome dell'autore del modello G.ROMAGNOLI e A.MOTTI INC. Queste monete furono coniate a Roma dal 1926 al 1930 con coniazione successiva per i numismatici dal 1931 al 1934.
Il titolo è di argento 835/1000, il diametro è di 27 mm, il peso è di 10 g ed il contorno è caratterizzato da tre FERT tra nodi e stellette.
- "Impero" (1936) (Ag)

diritto: la testa nuda del re volta a destra, intorno "VITTORIO.EMANUELE.III.RE.E.IMPERATORE".
rovescio: L'Italia su prora, rivolta verso destra, reggente il fascio littorio con la destra ed una vittoriola (piccola effigie di vittoria) nella sinistra; attorno "ITALIA"; nel basso, a sinistra, in due righe, la data e l'era fascista, a destra il segno di zecca; sulla prora della nave è presente lo stemma sabaudo coronato e, nell'esergo si trova il valore. Il nome dell'autore del modello G.ROMAGNOLI si trova a destra. Questa moneta venne coniata in occasione della celebrazione dell'Impero. Queste monete furono coniate a Roma nel 1936 con coniazione successiva per i numismatici dal 1937 e 1941.
Il titolo è di argento 835/1000, il diametro è di 27 mm, il peso è di 10 g ed il contorno è caratterizzato da tre FERT tra nodi e stellette.

## Repubblica italiana

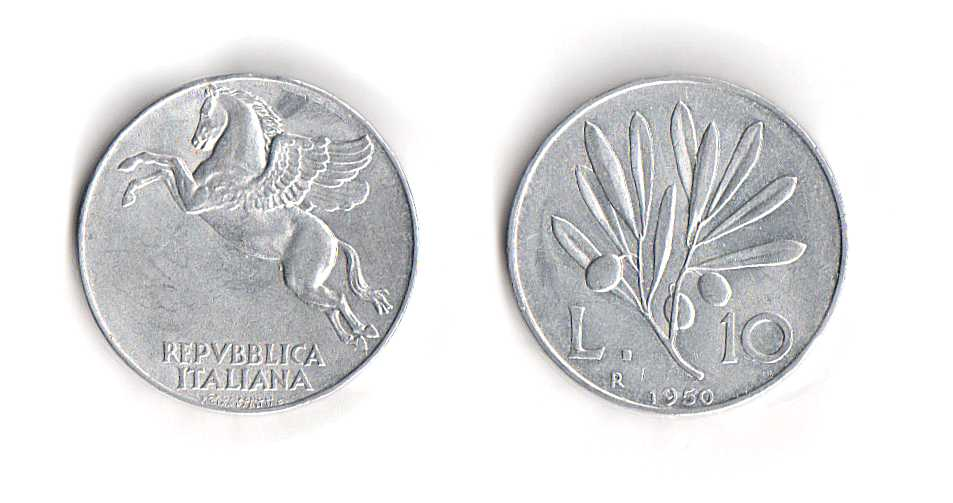
Moneta da 10 lire "Olivo" del 1950.

### Olivo
Con il decreto C.P.S. n.298 del 6 settembre 1946, fu autorizzata l'emissione delle monete da 1, 2, 5 e 10 lire. Le monete di questa serie furono coniate in italma, una lega a base alluminio.
Il decreto, nella descrizione, indicava il millesimo 1946 e di conseguenza furono emessi nuovi decreti per ogni coniazione successiva.
Il diametro della moneta è di 29 mm e il peso di 3 grammi.
Questa tipologia di monete fu coniata fino al 1950.

### Spighe
Nel 1951 fu emessa una moneta da 10 lire con al dritto un aratro ed al rovescio due spighe di grano con l'indicazione del valore. Pesava 1,6 g e il diametro era di 23,2 mm, metallo Italma.
Fu coniata fino all'avvento dell'euro nel 2001.